# Perquimans County
Perquimans County är ett administrativt område i delstaten North Carolina, USA. År 2010 hade countyt 13 453 invånare. Den administrativa huvudorten (county seat) är Hertford. 

## Geografi
Enligt United States Census Bureau så har countyt en total area på 852 km². 640 km² av den arean är land och 212 km² är vatten. 

### Angränsande countyn
- Pasquotank County - öst
- Chowan County - sydväst
- Gates County - nordväst